# Božská liturgie

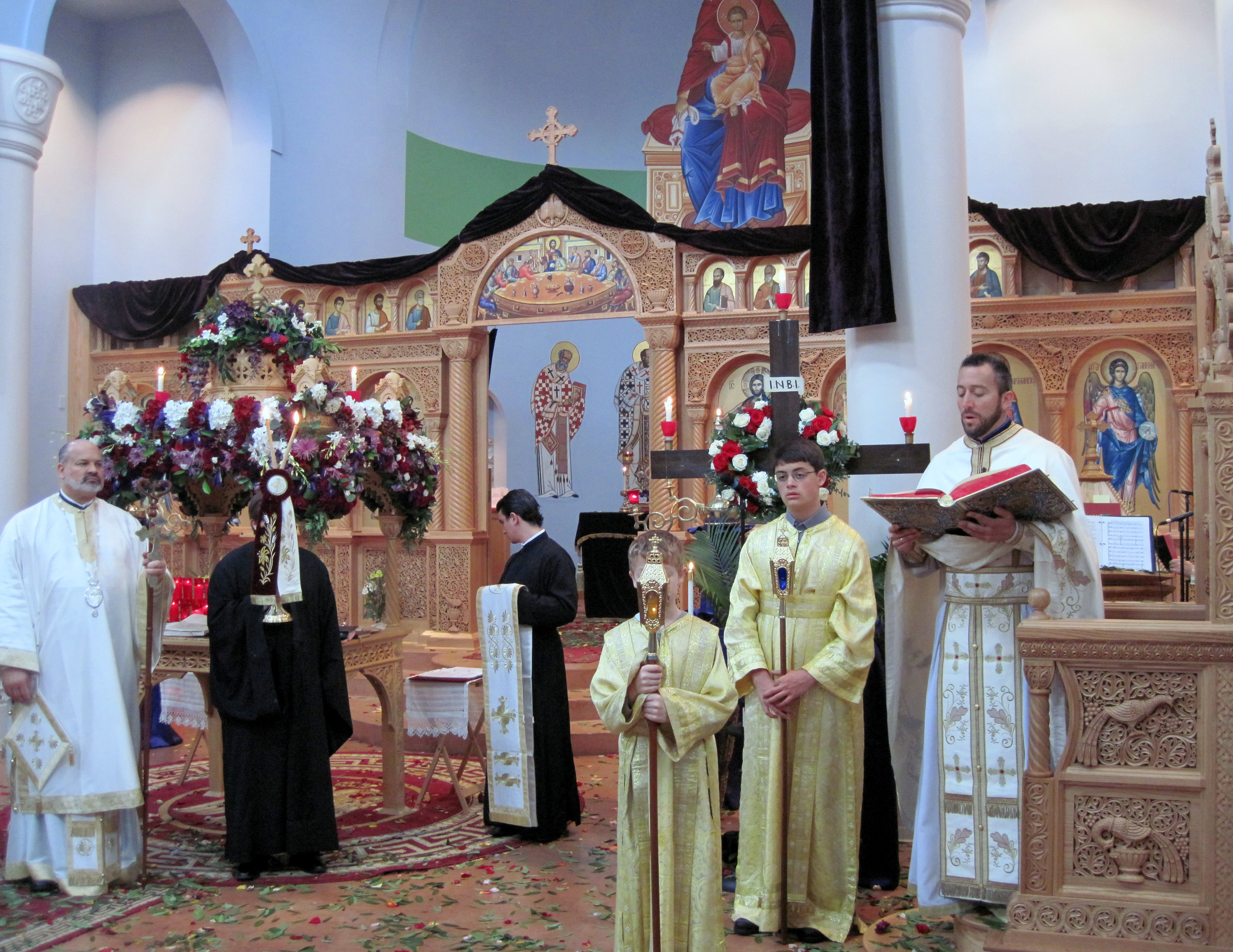
Božská liturgie

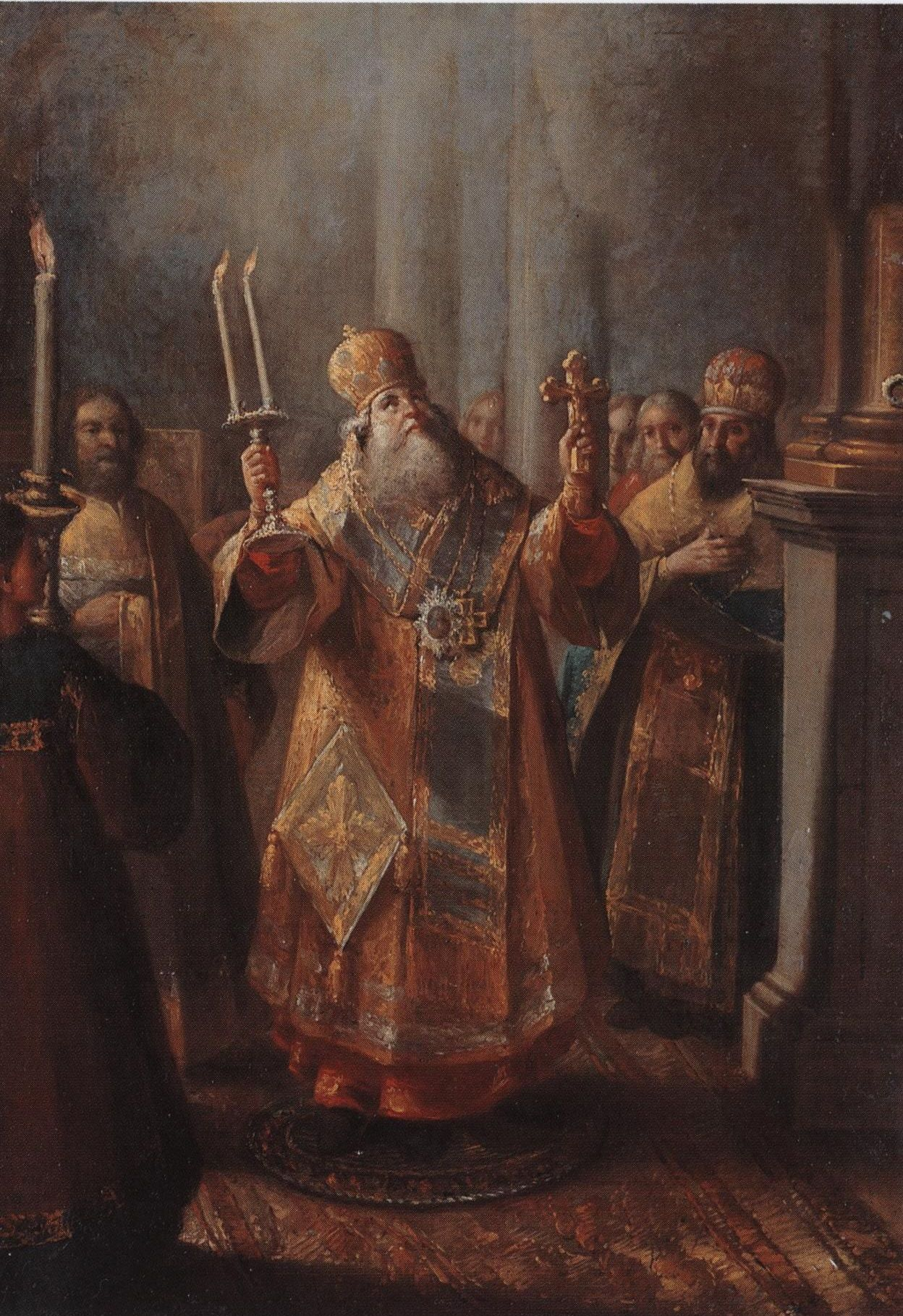
Pravoslavný biskup při božské liturgii (Ivan Belsky, 1770)

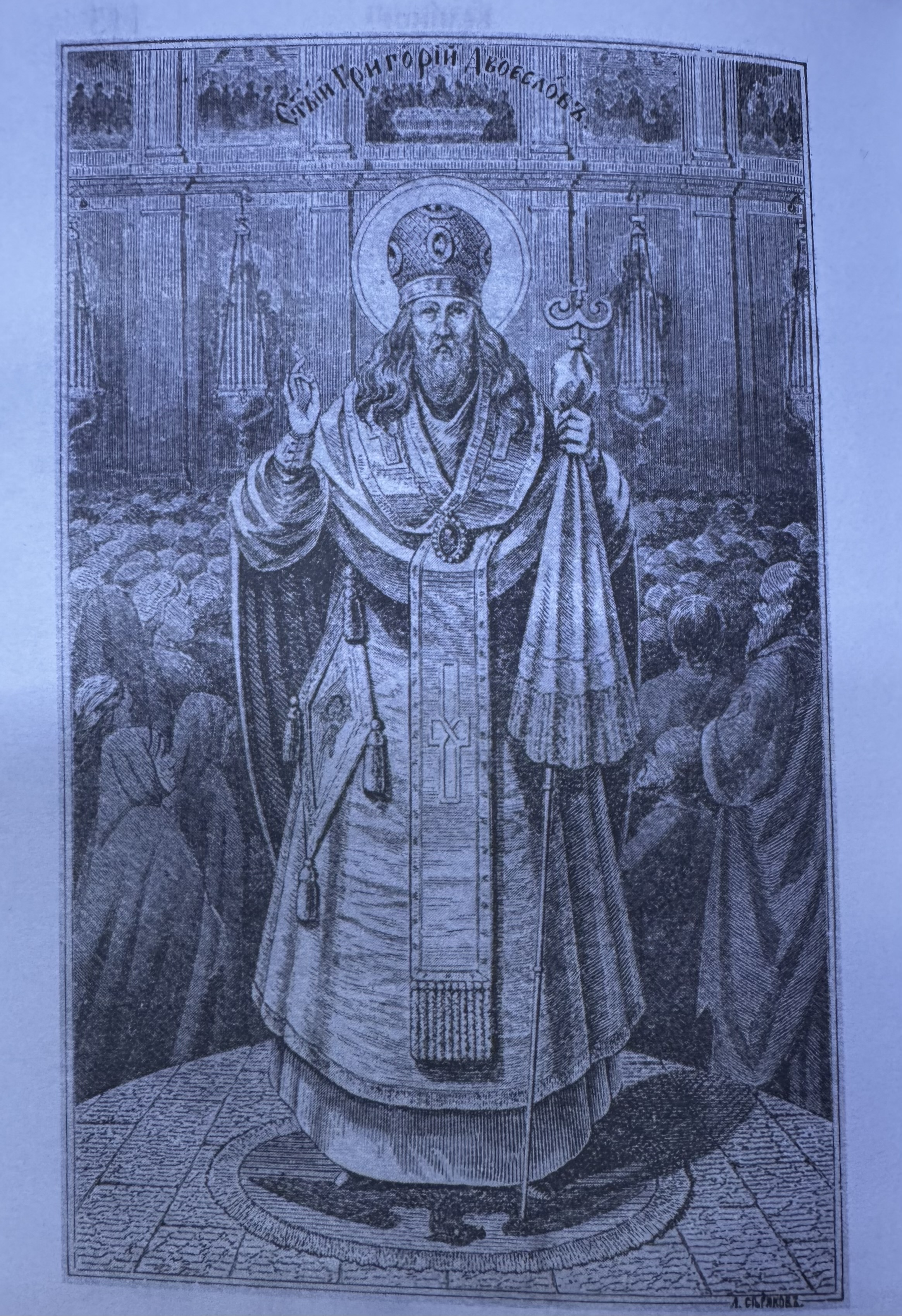
Sv. Řehoř Dialog (pravoslavná ikona)

Božská liturgie je pojem, jehož východní církev, zvláště byzantského obřadu, užívá pro eucharistickou bohoslužbu.

## Rozdělení liturgií
Pravoslavné církve a řeckokatolická církev běžně užívá tří různých liturgií:
- Liturgie svatého Jana Zlatoústého – slouží se o většině nedělí a svátků
- Liturgie svatého Basila Velikého – koná se desetkrát do roka: o nedělích Velkého postu a o Velkém (pašijovém) týdnu před Paschou na Velký čtvrtek a Velkou sobotu, dále o Vánocích, Theofanii, Zjevení Páně a na svátek sv. Basila
- Liturgii předem posvěcených darů sv. Řehoře Dialoga – slouží se ve všední dny Velkého postu.

Božská liturgie sv. Jana Zlatoústého je zkrácenou formou Božské liturgie sv. Basila. Obě mají svůj původ ve starší Božské liturgii sv. Jakuba Jeruzalémského, která se tradičně připisuje prvnímu biskupovi Jeruzaléma, Jakubovi (bratru Páně) (nikoli bratru apoštola Jana), a která se dnes koná pouze na svátek tohoto světce.

### Liturgie předem posvěcených darů
Liturgie je používána pravoslavnými církvemi a řeckokatolickou církví. Je vlastně večerní bohoslužbou (na západě modlitba nešpor) s připojeným obřadem přijímání; svaté dary jsou posvěceny předchozí neděli. Je připisována papeži Řehoři Dialogovi (Velikému). V západní liturgii má tento obřad analogii v obřadech Velkého pátku.
Tato liturgie má kající ráz a vychází z hluboce starokřesťanské praxe.

## Struktura
Božská liturgie se v jednotlivých ritech liší, avšak má vždy tři části:
- přípravné modlitby
- liturgie katechumenů (v západní církvi odpovídá liturgii slova)
- liturgie věřících (v západní církvi liturgie oběti).